# Marie von Brandenburg-Kulmbach

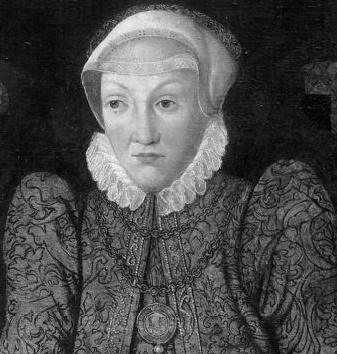
Marie von Brandenburg-Kulmbach, Kurfürstin von der Pfalz

Marie von Brandenburg-Kulmbach (* 14. Oktober 1519 in Ansbach; † 31. Oktober 1567 in Heidelberg) war eine Prinzessin von Brandenburg-Kulmbach und durch Heirat Kurfürstin von der Pfalz.

## Leben
Marie war das älteste Kind des Markgrafen Kasimir von Brandenburg-Kulmbach (1481–1527) aus dessen Ehe mit Susanne (1502–1543), Tochter des Herzogs Albrecht IV. von Bayern. Nach dem Tod ihres Vaters wurde Marie bei ihrem Onkel Georg in der lutherischen Konfession erzogen.
Sie heiratete am 21. Oktober 1537 in Crailsheim den nachmaligen Kurfürsten Friedrich III. von der Pfalz (1515–1576). Die Ehe wurde glücklich und Marie, die als klug und fromm beschrieben wurde, wirkte im protestantischen Sinne auf ihren Gemahl ein, der katholisch war. Im Jahr 1546 bekannte sich Friedrich schließlich zur lutherischen Lehre und übernahm für seinen Schwager Albrecht Alcibiades die Verwaltung der fränkischen Länder. Da die Familie in ärmlichen Verhältnissen lebte, wandte sich Marie wiederholt an ihren Onkel Albrecht von Preußen um finanzielle Zuwendungen.
Nach dem Tod von Maries Stiefvater Ottheinrich 1559 wurde ihr Gemahl Friedrich Kurfürst von der Pfalz. Als Kurfürstin stand sie den Regierungsgeschäften nahe, wenn auch Friedrich keine Einmischung duldete. Einfluss hatte sie in religiösen Fragen, als strenge Lutheranerin war sie eine entschiedene Gegnerin der Zwinglianer.
Ihre letzten Lebensjahre verbrachte die an der Gicht leidende Kurfürstin vornehmlich ans Bett gefesselt. Sie wurde in der Heiliggeistkirche in Heidelberg bestattet.

## Nachkommen
Aus ihrer Ehe hatte Marie folgende Kinder:
- Alberta (1538–1553)
- Ludwig VI. (1539–1583), Kurfürst von der Pfalz

⚭ 1. 1560 Prinzessin Elisabeth von Hessen (1539–1582)
⚭ 2. 1583 Prinzessin Anna von Ostfriesland (1562–1621)
- Elisabeth (1540–1594)

⚭ 1558 Herzog Johann Friedrich II. von Sachsen-Gotha (1529–1595)
- Hermann Ludwig (1541–1556)
- Johann Kasimir (1543–1592), Pfalzgraf zu Simmern

⚭ 1570 Prinzessin Elisabeth von Sachsen (1552–1590)
- Dorothea Susanne (1544–1592)

⚭ 1560 Herzog Johann Wilhelm I. von Sachsen-Weimar (1530–1573)
- Albrecht (1546–1547)
- Anna Elisabeth (1549–1609)

⚭ 1. 1569 Landgraf Philipp II. von Hessen-Rheinfels (1541–1583)
⚭ 2. 1599 Pfalzgraf Johann August von Veldenz-Lützelstein (1575–1611)
- Christoph (1551–1574), gefallen
- Karl (1552–1555)
- Kunigunde Jakobäa (1556–1586)

⚭ 1580 Graf Johann von Nassau-Katzenelnbogen (1536–1606)